# Chlórakas
Chlórakas är en ort i Cypern.   Den ligger i distriktet Eparchía Páfou, i den västra delen av landet, 100 km väster om huvudstaden Nicosia. Chlórakas ligger 104 meter över havet och antalet invånare är 3 619. Den ligger på ön Cypern.
Terrängen runt Chlórakas är platt söderut, men åt nordost är den kuperad. Havet är nära Chlórakas åt sydväst. Närmaste större samhälle är Pafos, 2,6 km söder om Chlórakas. Trakten runt Chlórakas är i huvudsak tätbebyggd.